# Towsta (obwód sumski)
Towsta (ukr. Товста) – wieś na Ukrainie, w obwodzie sumskim, w rejonie sumskim, w hromadzie Mykołajiwka. W 2001 liczyła 918 mieszkańców, spośród których 909 wskazało jako ojczysty język ukraiński, 8 rosyjski, a 1 białoruski.